# Varces-Allières-et-Risset
Varces-Allières-et-Risset är en kommun i departementet Isère i regionen Auvergne-Rhône-Alpes i sydöstra Frankrike. Kommunen ligger i kantonen Vif som tillhör arrondissementet Grenoble. År 2022 hade Varces-Allières-et-Risset 8 314 invånare.

## Befolkningsutveckling
Antalet invånare i kommunen Varces-Allières-et-Risset
Referens:INSEE